# Perle éternelle
Pour plus de détails, voir Fiche technique et Distribution.
Perle éternelle (不壊の白珠, Fue no shiratama), est un film japonais réalisé par Hiroshi Shimizu et sorti en 1929.

## Synopsis
Toshie et Reiko sont deux sœurs au caractère très différent. La discrète Toshie est secrètement amoureuse de Shozo Narita, mais ce dernier lui préfère sa pétulante sœur. Toshie cache ses sentiments et favorise le mariage de Shozo et Toshie.

## Fiche technique
- Titre français : Perle éternelle[1]
- Titre original : 不壊の白珠 (Fue no shiratama?)
- Réalisation : Hiroshi Shimizu
- Scénario : Tokusaburō Murakami, d'après le roman homonyme de Kan Kikuchi
- Photographie : Tarō Sasaki, Rin Masutani (ja) et Saiki Nosho
- Scénographie : Hiroshi Mizutani (ja)
- Décors : Tsunejirō Kawasaki et Matasaburō Okuno
- Sociétés de production : Shōchiku (studio Kamata)
- Pays d'origine :  Empire du Japon
- Format : noir et blanc — 1,37:1 — 35 mm — muet
- Genre : drame ; mélodrame
- Durée : 102 minutes (métrage : dix bobines - 2 766 m[2])
- Date de sortie :
  - Empire du Japon : 17 octobre 1929[2]

## Distribution
- Minoru Takada : Shozo Narita
- Emiko Yagumo : Toshie Mizuno

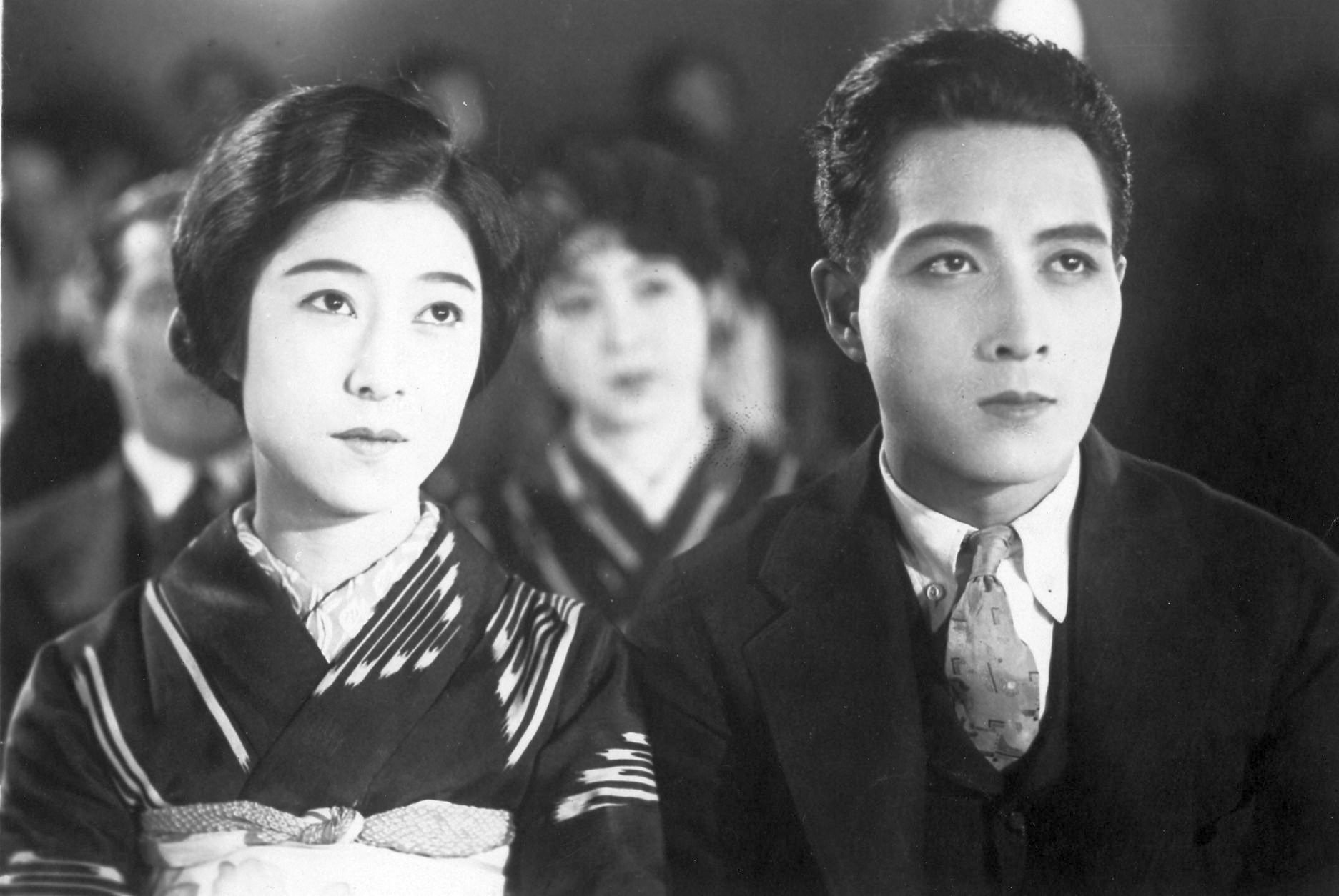
Emiko Yagumo et Minoru Takada.

- Michiko Oikawa : Reiko Mizuno, sa sœur cadette
- Shintarō Takiguchi (ja) : Shiro Mizuno, leur jeune frère
- Utako Suzuki (ja) : leur mère
- Shin'ichirō Komura : Sawada
- Jun Arai (ja) : Kosuke Katayama
- Satoko Date : Tatsuko, la nièce de Katayama
- Mitsuko Takao (ja) : Yoshiko, la fille aînée de Katayama
- Shōichi Kofujita (ja) : Koichiro, le fils de Katayama
- Yōko Fujita (ja) : Namiko, la seconde fille de Katayama
- Ryūko Tanizaki : Mitsuko, la nièce de Katayama